# 강변로 (단양군)
강변로(Gangbyeon-ro)는 충청북도 단양군 영춘면 군간교삼거리에서 강원도 영월군 김삿갓면 각동교차로 잇는 도로이다.

## 주요 경유지
충청북도
- 단양군 (영춘면)

강원도
- 영월군 (김삿갓면)

## 노선
| 이름          | 접속 노선                             | 소재지 | 소재지   | 비고                 |
| ------------- | ------------------------------------- | ------ | -------- | -------------------- |
| 군간교삼거리  | 국도 제59호선 (남한강로) 별방창원로   | 단양군 | 영춘면   | 지방도 제522호선구간 |
| 영춘교        |                                       | 단양군 | 영춘면   | 지방도 제522호선구간 |
| 영춘교 교차로 | 지방도 제595호선 (온달로)             | 단양군 | 영춘면   | 지방도 제522호선구간 |
| 영춘사거리    | 지방도 제935호선 (영부로) 온달평강2로 | 단양군 | 영춘면   | 지방도 제595호선구간 |
| 북벽교 교차로 | 온달평강로                            | 단양군 | 영춘면   | 지방도 제595호선구간 |
| 북벽교        |                                       | 단양군 | 영춘면   | 지방도 제595호선구간 |
| 상리1 교차로  | 북벽1길                               | 단양군 | 영춘면   | 지방도 제595호선구간 |
| 각동교        |                                       | 영월군 | 김삿갓면 | 지방도 제595호선구간 |
| 각동 교차로   | 국가지원지방도 제88호선 (영월동로)    | 영월군 | 김삿갓면 | 지방도 제595호선구간 |

## 주요 시설및 건물
- 농협 단양소백농협 주유소 (충청북도 단양군 영춘면 강변로 311)
- 양짓골휴게소 (충청북도 단양군 영춘면 강변로 988)